# 怪物饮料
怪物饮料（Monster Beverage Corporation）是美国的一家能量饮料公司，以其产品怪獸能量飲料知名。它是美国最大的能量饮料公司之一。

## 历史
该公司的前身Hansen's由赫伯特·汉森（Hubert Hansen）和他的三个儿子成立于1935年。2012年1月5日改现名。2012年5月占35%的美国市场份额。